# Rue du Noyer (Bruxelles)
Pour les articles homonymes, voir Rue du Noyer.
La rue du Noyer (en néerlandais : Notelaarstraat) est une rue bruxelloise située sur les communes de Schaerbeek et de Bruxelles-ville qui va de la chaussée de Louvain jusqu'au carrefour de la rue de l'Orme, de la rue Leys, de la rue Gérard et de l'avenue de la Chevalerie ; cette dernière prolonge la rue du Noyer. La rue du Noyer passe par la place des Chasseurs Ardennais, la place de Jamblinne de Meux et la place Wappers.
Le noyer (Juglans) est un arbre appartenant à la famille des Juglandacées, originaire des régions tempérées et chaudes principalement de l'hémisphère nord (Eurasie, Amérique du Nord). Le nom latin Juglans vient de Jovis glans, « gland de Jupiter ».

## Adresses notables
à Bruxelles-ville :

- no 211 : Police fédérale

à Schaerbeek :

- no 130 : Night shop,Noyer shop Epicerie de nuit
- no 187-9 : The Corner Bar (ouvert en 1908 comme Café-Brasserie des Patriotes)
- no 234 : Restaurant Les Caprices d'Harmony
- no 282 : Les Pavillons français, immeuble à appartements classé depuis le 19 avril 2007